# Каслтон на Хадсону (Њујорк)
Каслтон на Хадсону (енгл. Castleton-on-Hudson) град је у америчкој савезној држави Њујорк.

## Демографија
По попису из 2010. године број становника је 1.473, што је 146 (-9,0%) становника мање него 2000. године.
| Група             | 2000.         | 2010.         |
| Белци             | 1.552 (95,9%) | 1.403 (95,2%) |
| Афроамериканци    | 22 (1,4%)     | 19 (1,3%)     |
| Азијати           | 4 (0,2%)      | 4 (0,3%)      |
| Хиспаноамериканци | 29 (1,8%)     | 38 (2,6%)     |
| Укупно            | 1.619         | 1.473         |